# هیزلهورست (میسیسیپی)
هیزلهورست (به انگلیسی: Hazlehurst) شهری در ایالت میسیسیپی کشور ایالات متحده آمریکا است که جمعیت آن در سرشماری سال ۲۰۱۰ میلادی، ۴٬۰۰۹ نفر بوده‌است.